# Fréville-du-Gâtinais
Fréville-du-Gâtinais – miejscowość i gmina we Francji, w Regionie Centralnym, w departamencie Loiret.
Według danych na rok 1990 gminę zamieszkiwało 165 osób, a gęstość zaludnienia wynosiła 17 osób/km² (wśród 1842 gmin Centre, Fréville-du-Gâtinais plasuje się na 973. miejscu pod względem liczby ludności, natomiast pod względem powierzchni na miejscu 1159.).